# Негриљаса (Сучава)
Негриљаса (рум. Negrileasa) насеље је у Румунији у округу Сучава у општини Стулпикани. Oпштина се налази на надморској висини од 645 m.

## Становништво
Према подацима из 2002. године у насељу је живело 1104 становника, од којих су сви румунске националности.